# 春丽
春丽（日語：チュン・リー）是卡普空開發的格斗游戏《快打旋風系列》中的一个角色，在《街头霸王II》中初次登场，是在所有格斗游戏中第一位可操作遊玩的女性角色。日本著名动作女星志穗美悅子在电影《女必杀拳》系列中饰演的角色「李红龙」脚踩高跟靴、手拿双截棍的造型，为春丽最初的設計。此外，春丽的造型也參考了香港知名动作女星茅瑛在电影《破戒》中饰演的「刘洁莲」扎“两边包子头”和身着蓝色褂子的古装造型。

## 人物资料
- 姓名：春丽（Chun-Li）
- 出生地／国籍
  - 中國（街頭霸王所有遊戲作品）
  - 英屬香港（動画《快打旋風II V》）
  - 香港（電影《街頭霸王：春麗傳》）
- 身高：170cm
- 体重：秘密
- 生日：1968年3月1日
- 三围：88cm（胸围）、58cm（腰围）、90cm（臀围）
- 血型：A型
- 喜好：菠萝包、西式糕点
- 厌恶：犯罪、不干脆的人
- 职业：刑警
- 主场：菜市场

## 經歷
春丽的父亲是香港特警，也是香港十大最强的毒品搜查官之一。个性顽强的春丽从小就跟随父亲及其友人勤练武艺，她的百裂脚与旋转鹤脚腿更曾使父亲惊叹不已。她并获「世界最强女性」称号，其目标就是摧毁貝卡和他的《影法》（Shadowloo）帝国。但有一天春丽父亲突然失踪（后来得知是被杀害），这使得她本来开朗的性格扭转，而她后来知道父亲的死与貝卡有着莫大的关联。
为了报仇，春丽加入国际刑警组织。她还查出维持影法运作所需的庞大资金来自毒品交易，她必須要找出犯罪证据以将其绳之于法。一直以来她还在查找貝卡杀害其父的证据，然而至今仍未有任何结果。于是她希望打败各国著名格斗家，终有一天能够碰到貝卡，当面向其讨还血债。
春丽似乎對於隆有淡淡的情愫，在動畫版和漫畫版成為了隆的女伴。

## 影视作品
- 城市猎人 （1993年香港电影，成龙饰）
- 超级学校霸王 （1993年香港电影，邱淑贞、苑琼丹饰）
- 街头霸王 (1994年电影)（1994年美国电影，温明娜饰）。在此版本中，本來沒有姓氏的春麗在該電影裡的姓氏為「張」。
- 狂舞派 （2013年香港电影，顏卓靈劇中Cosplay）
- 街头霸王：春丽传 （2009年美国电影，克莉斯汀·克鲁克饰）。在此版本中，本來沒有姓氏的春麗在該電影裡的姓氏為「黃」。
- 无敌破坏王（2012年迪士尼经典动画长片；与街头霸王中的各个角色一起客串，并在结尾处的婚礼上与隆一起坐在台下。）
- 一級玩家（2018年美國電影；做為電影中玩家於虛擬世界使用的角色，在電影中以類彩蛋形式客串登場。）